# اختبار TSE
اختبار مستوى التحدث باللغة الإنجليزية(TSE) وهو اختبار شفوي وتم تطويره من قبل خدمة الاختبار التعليمية والذي يقيس قدرة المتحدثين باللغة الإنجليزية من غير الأصليين على التواصل بشكل فعّال. وفي آذار عام 2010، تم استبدال اختبار مستوى التحدث  بالإنجليزية بجزء التحدث من التوفل وكذلك بواسطة اختبار SPEAK.
وقبل اعتزاله، تم استخدام نتائج TSE في المؤسسات الأكاديمية، الشركات، الوكالات الحكومية، أنظمة الرعاية الصحية والمنظمات الأخرى لتوجيه قراراتها المتعلقة بمنح وضيفة خريج مساعد في مجالي التدريس والبحث، تعيين موظفين جدد، واعطاء ترخيص وشهادة اعتماد للموظفين الحاليين.

## الدرجات
وتتضمن نتيجة اختبار مستوى التحدث باللغة الإنجليزية من درجة واحدة من القدرة اللغوية التواصلية، والتي تم الإبلاغ عنها على نطاق يتراوح ما بين 20 و60. تم حساب متوسط مستويات النقاط المعينة عبر العناصر ووكالات التقييم، والنتائج التي تم الإبلاغ عنها بزيادات قدرها خمسة ( على سبيل المثال، 20، 25، 30..إلخ).